# Jackson 5 Christmas Album
Jackson 5 Christmas Album is het enige kerstalbum van The Jackson 5. Het is het vierde studioalbum dat de groep opnam onder het platenlabel Motown. Het werd op 15 oktober 1970 uitgebracht. Op het album staan covers van nummers als "Santa Claus Is Comin' to Town" en "I Saw Mommy Kissing Santa Claus". Het album is wereldwijd meer dan 3,5 miljoen keer verkocht en is het bestverkochte kerstalbum van 1970.

## Tracklist
| Nr. | Titel                                  | Schrijver(s)                 | Duur |
| --- | -------------------------------------- | ---------------------------- | ---- |
| 1.  | Have Yourself A Merry Little Christmas | Blane/Martin                 | 5:19 |
| 2.  | Santa Claus Is Comin' To Town          | Goots/Gillespie              | 2:24 |
| 3.  | The Christmas Song                     | Torme/Wells                  | 2:45 |
| 4.  | Up On The House Top                    | Hanby                        | 3:16 |
| 5.  | Frosty The Snowman                     | Nelson/Rolling               | 2:39 |
| 6.  | The Little Drummer Boy                 | Davis/Onorati/Simeone        | 3:15 |
| 7.  | Rudolph the Red-Nosed Reindeer         | Marks                        | 2:32 |
| 8.  | Christmas Won't Be the Same This Year  | Sawyer/Ware                  | 2:31 |
| 9.  | Give Love on Christmas Day             | Gordy/Mizell/Perren/Richards | 2:44 |
| 10. | Someday at Christmas                   | Miller/Wells                 | 2:44 |
| 11. | I Saw Mommy Kissing Santa Claus        | Connors                      | 3:01 |

In 2003 bracht Universal Motown het album opnieuw uit met één bonusnummer: "Little Christmas Tree", opgenomen in 1972 en uitgebracht op A Motown Christmas in 1973.
| Nr. | Titel                 | Schrijver(s)  | Duur |
| --- | --------------------- | ------------- | ---- |
| 12. | Little Christmas Tree | Clinton/Wayne | 3:37 |

In 2009 werd Jackson 5 Christmas Album opnieuw uitgebracht, maar nu met, naast het gewone album, kerstboodschappen, remixes en een medley.